# Вад (Нижньогородська область)
Вад (рос. Вад) — село в Вадському районі Нижньогородської області Російської Федерації.
Населення становить 6698 осіб. Входить до складу муніципального утворення Вадська сільрада.

## Історія
Від 2009 року входить до складу муніципального утворення Вадська сільрада.

## Населення
| 1959 | 1970  | 1979  | 1989  | 1999  | 2002  | 2010  |
| ---- | ----- | ----- | ----- | ----- | ----- | ----- |
| 1746 | ↗3266 | ↗5113 | ↗6058 | ↗6618 | ↗6759 | ↘6698 |